# Variole des camélidés

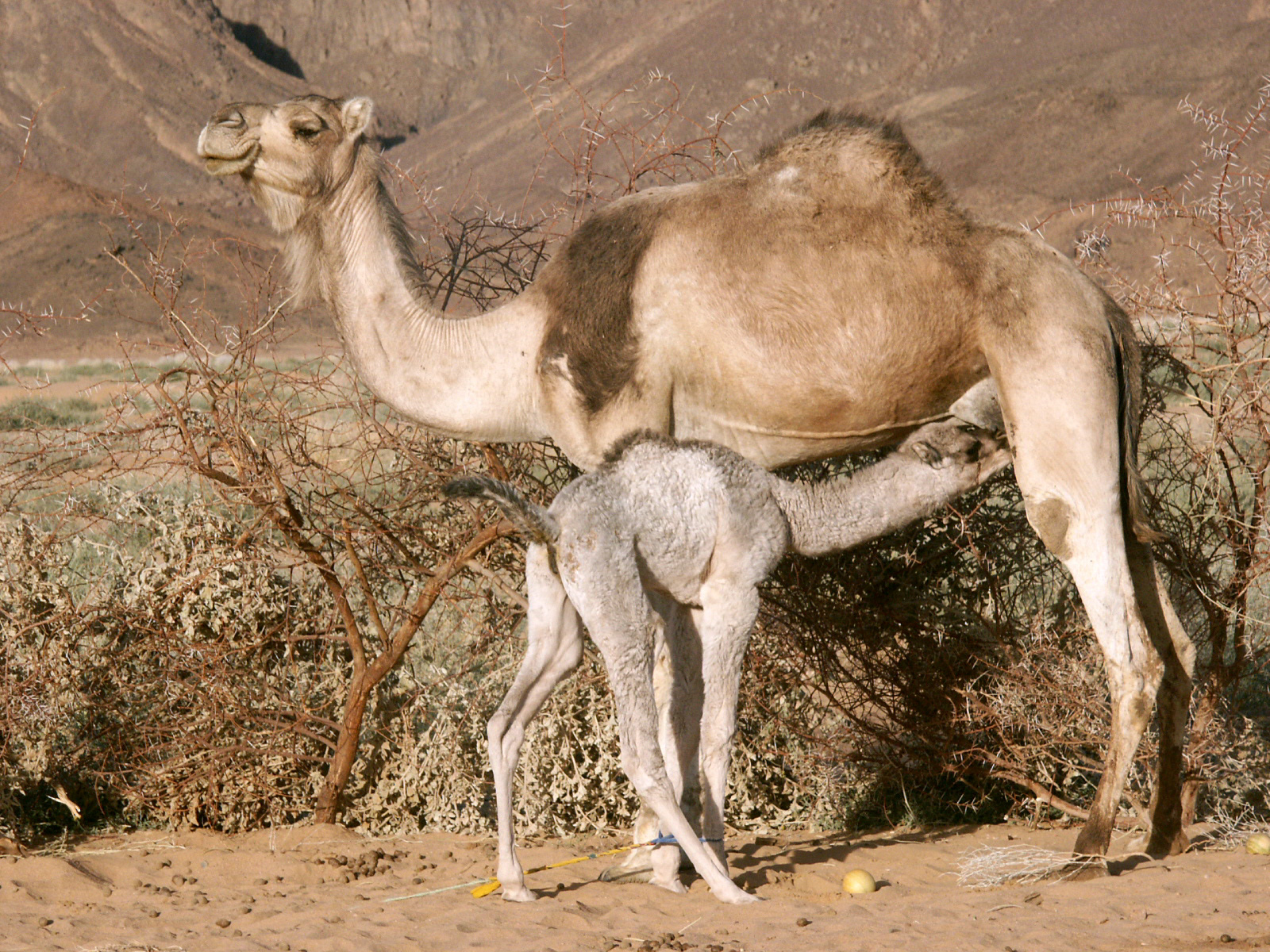
Le virus de la variole des camélidés peut se transmettre par le lait et les jeunes animaux y sont plus sensibles que les adultes. Photographie Garondo.

La variole des camélidés (en anglais camelpox) est une maladie virale touchant principalement le chameau et le dromadaire et causée par Orthopoxvirus cameli, un orthopoxvirus de la sous-famille des chordopoxvirinae (poxviridae). Elle cause des pertes économiques importantes en Afrique, au Moyen-Orient et en Asie de l'Est.

## Importance et extension
La variole des camélidés est présente dans toute la zone d'élevage des camélidés, en Afrique au nord de l'équateur, au Moyen-Orient et en Asie. Les camélidés du Nouveau Monde (lamas, vigognes, alpagas) y sont également réceptifs, mais la maladie y est inconnue. De même l'Australie, où vit une importante population de camélidés importés, est indemne de la maladie.

## Agent causal
La maladie est due à Orthopoxvirus cameli, un Orthopoxvirus de  la famille des Poxviridae. C'est le virus le plus proche de la variole humaine. Il est sensible à différents désinfectants et peut être détruit par autoclavage, ou par ébullition. Il est inactivé en quelques minutes par exposition aux rayons ultraviolets.
Le virus de la variole des camélidés est très spécifique et n'infecte pas d'autres espèces animales.

## Symptômes
La maladie peut passer inaperçue, se traduire par une infection cutanée localisée, ou dégénérer en infection généralisée. Elle est plus fréquente et plus sévère chez les jeunes animaux et les mâles sont plus susceptibles que les femelles. 
Elle se caractérise par de la fièvre, une lymphadénite et des lésions cutanées apparaissant 1 à 3 jours après l'épisode fébrile. Des macules érythémateuses apparaissent sur la peau, puis se transforment en papules varioliques qui se couvrent de croûtes après avoir libéré leur contenu. Les lésions débutent sur la tête, les paupières, les naseaux et les oreilles. Les lésions gagnent ensuite l'encolure, les membres postérieurs, les organes génitaux, la mamelle et le périnée. La guérison intervient en 4 à 6 semaines. 
Dans la forme généralisée, des lésions varioliques peuvent envahir la bouche, l'appareil respiratoire et le tube digestif, déclenchant alors les symptômes correspondants : salivation, larmoiement, décharge nasale mucopurulente, diarrhée, anorexie, avortement. La mort peut intervenir par surinfection chez des individus affaiblis.

## Epidémiologie
La maladie se transmet soit par contact direct ou indirect. Les insectes et les tiques pourraient jouer un rôle dans la transmission de la maladie, qui apparaît souvent après un épisode pluvieux. Le virus contamine le lait, la salive, les sécrétions oculaires et nasales. Les croûtes peuvent contenir des virus vivants pendant au moins 4 mois et contribuent ainsi à la contamination de l'environnement. 

## Diagnostic
L'examen clinique oriente le diagnostic, mais la maladie doit être différenciée de l'ecthyma contagieux, des infections à papillomavirus et des réactions allergiques aux piqûres d'insectes. Il est donc nécessaire de recourir au laboratoire pour avoir un diagnostic de certitude.

## Prévention
Les vaccins à virus vivants atténués protègent contre la variole des camélidés au moins 6 ans et les vaccins à virus inactivés 12 mois.

## Potentiel militaire
En 1995, le gouvernement irakien a reconnu que ses laboratoires militaires travaillaient sur Orthopoxvirus cameli, et certains scientifiques estiment qu'une modification minime du génome permettrait au virus des camélidés de venir combler le vide laissé par l'éradication de la variole humaine,.